# 羅州聖母
瑪利亞的救援方舟（：／）通稱羅州聖母（：／），是韓國新興宗教教會，由韓國人尹弘宣（윤홍선）於1985年在全羅南道錦城市（今羅州市）教堂克服癌症後皈依天主教創立（洗禮名尤利亞）。創立後初時隨著部分來自天主教光州總教區的神職人員加入而勢力增加，目前現時不被天主光州總教區承認，但該教會仍然聲稱自己是羅馬天主教會的一員。

## 概況
1985年6月30日，在全羅南道錦城市經營美容院的38歲女子尹弘宣聲稱其床上的聖母像出現流了700日淚水、聖血和香油的奇蹟，主張是聖母瑪利亞和耶穌的啟示降臨，並因此創立天主教的新興宗教分支「瑪利亞的救援方舟」（마리아의 구원방주）。 。

### 聖母「顯靈」爭議
尹弘宣聲稱該聖母像流下的血淚和香油變成牛奶及聖體，這些聖體甚至變成血肉之驅，更向社會大眾宣傳飲用聖母像流下的尿液有治療效果，並出售聲稱沾有「聖血」的玫瑰念珠賺錢，引起爭議。後來於2007年，文化廣播公司的新聞調查節目PD手冊為調查尹弘宣的說法真偽，製作組將尹弘宣的聖母像滲出的血液進行基因檢測，但被尹弘宣拒絕，次天更向法院申請對該節目播放的禁制令，但被法院駁回，最終該節目在駁回的同一天播放。

## 反應

### 不獲聖座和教區承認
自2008年1月21日起，天主教光州總教區已將羅州聖母定性為異端，禁止該教會參與或負責光州總主教區管轄下的教堂內進行聖禮和任何儀式，任何參與羅州聖母有關活動的光州總教區的神職人員及信徒亦會受到有關懲罰及紀律處分。光州教區信理部指出尹弘宣及其追隨者向信理部表達有奇蹟例子的信息似乎與真正的基督教教義完全無關，指出梵蒂岡「沒有計劃改變對羅州聖母事件的立場」的表示及准許光州總教區的決定。反映聖座與光州教區的立場一致。
有意見認為羅州聖母由於暫時未有像救援派和五大洋一樣在韓國社會上引起巨大爭議，反而是透過對天主教教義的歪曲而操縱信徒及對教主進行個人崇拜而斂財，因此應被視為「偽宗教」（／）及天主教異端而非狹義上的「邪教」。

## 資料來源
1. ↑  김재범 기자. . 韓國日報. 2007-11-04. （原始内容存档于2013-12-02）.
2. ↑  김영현. . 韓國聯合通訊社 (Naver news). 2007-11-14  [2022-10-22]. （原始内容存档于2022-10-22） （韩语）.
3. ↑  .   [2022-10-22]. （原始内容存档于2022-10-23） （韩语）.
4. ↑  . 天主教光州總教區.   [2022-10-22]. （原始内容存档于2022-10-22） （韩语）.
5. ↑  . 信德网. 2009-03-08  [2022-10-23]. （原始内容存档于2022-10-23） （中文（简体））.